# 750 TCN
750 TCN là một năm trong lịch La Mã.